# John Walsh (arcivescovo)
John Walsh (Mooncoin, 24 maggio 1830 – Toronto, 31 luglio 1898) è stato un arcivescovo cattolico irlandese naturalizzato canadese.

## Biografia
Figlio di James Walsh ed Ellen Macdonald, nacque a Mooncoin, vicino Kilkenny in Irlanda. Nel 1852 si reca in Canada per condurre i suoi studi al seminario sulpiciano di Montréal.
Ordinato sacerdote il 1º novembre 1854 dall'allora arcivescovo di Toronto Armand-François-Marie de Charbonnel, ricevette la consacrazione episcopale il 10 novembre 1867.
Il 4 giugno 1867 fu nominato vescovo di Sandwich. Il 15 novembre 1869 la diocesi di Sandwich assunse il nome di diocesi di London.
Il 13 agosto 1889 fu nominato arcivescovo metropolita di Toronto.
Durante il suo episcopato fondò il Sacred Heart Orphanage at Sunnyside e la St. John's Industrial School for Boys, e acquistò i terreni necessari per erigere il cimitero cattolico di Mount Hope.
Morì a Toronto il 30 luglio 1898, all'età di 68 anni, e e fu sepolto nella cattedrale di San Michele.

## Genealogia episcopale e successione apostolica
La genealogia episcopale è:
- Cardinale Scipione Rebiba
- Cardinale Giulio Antonio Santori
- Cardinale Girolamo Bernerio, O.P.
- Arcivescovo Galeazzo Sanvitale
- Cardinale Ludovico Ludovisi
- Cardinale Luigi Caetani
- Cardinale Ulderico Carpegna
- Cardinale Paluzzo Paluzzi Altieri degli Albertoni
- Papa Benedetto XIII
- Papa Benedetto XIV
- Papa Clemente XIII
- Cardinale Bernardino Giraud
- Cardinale Alessandro Mattei
- Cardinale Pietro Francesco Galleffi
- Cardinale Giacomo Filippo Fransoni
- Arcivescovo Charles-François Baillargeon
- Arcivescovo John Walsh

La successione apostolica è:
- Arcivescovo Denis T. O'Connor, C.S.B. (1890)